# Port Harcourt

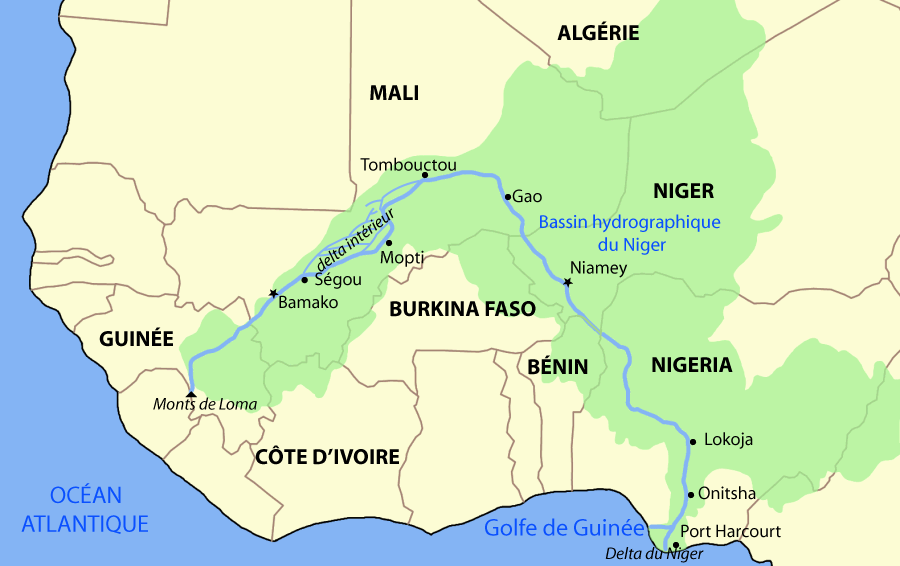
Port Harcourt a la desembocadura del riu Niger

Port Harcourt és la capital i ciutat principal de l'estat de Rivers al sud de Nigèria. Està situada sobre el Delta del Níger. Rep aquest nom per Lewis Vernon Harcourt, que va ser el secretari d'estat britànic de les colònies de 1910 a 1915. El 2006 tenia 1.382.592 habitants. La seva zona metropolitana tenia 1.947.000 habitants

## Història
Aquesta ciutat va ser fundada pels colonitzadors britànics el 1912 en un territori anomenat «Diobu», originàriament poblat per l'ètnia idjo o ikwerre un subgrup dels igbo. En un principi, la ciutat serví de port d'exportació del carbó que provenia de les mines a l'Estat d'Enugu situades a 240 km al nord de Port Harcourt, els dos punts estaven units per un ferrocarril, Eastern Line, construït pels britànics.
Durant la Segona Guerra Mundial Port Harcourt va ser usat com un punt d'operacions militars contra els alemanys del Camerun.
Des dels anys 1990 la ciutat ha estat escenari de nombrosos fets violents pel control del petroli. Per exemple, l'any 1995 l'escriptor i activista polític Ken Saro-Wiwa va ser penjat a la forca pel govern militar.

## Geografia i clima
La part metropolitana de Port Harcourt (Port Harcourt Urban Area) la compon la mateixa ciutat i parts d'Obio/Akpor Local Government Area. Port Harcourt City, està molt congestionada i és l'única ciutat important de l'Estat Rivers (Rivers State). És la cinquena ciutat més poblada de Nigèria només la superen Lagos, Kano, Ibadan i Abuja t.
Port Harcourt té un clima monsònic tropical amb una llarga estació humida i una curta estació seca. Només els mesos de desembre i gener són realment secs. El vent harmattan, que influeix en el clima de moltes ciutats de l'oest d'Àfrica, no és tan pronunciat a Port Harcourt. Les precipitacions més importants a Port Harcourt ocorren durant setembre amb una mitjana de 370 mm de pluja. Les temperatures són força constants al llarg de l'any. La mitjana típica és entre 25 °C-28 °C.

## Economia
Es va descobrir petroli l'any 1956 a Oloibiri i l'economia de Port Harcourt es va basar des d'aleshores en el petroli ies va modernitzar la seva urbanització. Actualment diverses companyies petrolieres hi tenen oficines incloent a Royal Dutch Shell i Chevron.
Port Harcourt és la principal ciutat de Nigèria pel que fa a la refinació del petroli i la indústria petrolera hi té un lloc preponderant. La pesca és una altra activitat important.
A Port Harcourt es troba la seu del TEPNG, filial del grup TOTAL.
- Port Harcourt està unit per ferrocarril amb Maiduguri.
- La ciutat compta amb un aeroport internacional

## Persones notables
- Saint Obi, actor, productor i director de cinema de Nollywood.
- George Abbey, futbolista internacional, antic jugador del club anglès Crewe Alexandra F.C.[10]
- Echendu Adiele, futbolista, antic jugador a diversos equips alemanys.[11]
- Friday Ahunanya, boxejador professional.[12]
- Mercy Akyde, exfutbolista.[13]
- Diezani Alison-Madueke, polítics, antiga ministra federal de Nigèria de Transports, de Mines i de Petroli.
- Mactabene Amachree, antiga jugadora professional de bàsquet. Fou la primera dona nigeriana que va jugar a la WNBA.[14]
- Thankgod Amaefule, jugador professional de futbol que havia jugat a les lligues grega i polonesa.[15]
- A. Igoni Barrett. Escriptor.[16]
- Duncan Dokiwari, boxejador professional, guanyador d'una medalla de bronze als Jocs Olímpics d'Estiu de 1996 d'Atlanta.[17]
- Eddy Lord Dombraye, futbolista professional internacional amb la selecció sub-20 de Nigèria.[18]
- Obinna Ekezie, antic jugador professional de bàsquet que va jugar a l'NBA i a les lligues de Sèrbia, Itàlia i Rússia.[19]
- Dino Eze, futbolista professional, jugador de la lliga romanesa.[20]
- Samuel Francis, atleta nacionalitzat de Qatar, guanyador de diverses medalles d'or en campionats del continent asiàtic.[21]
- Finidi George exfutbolista internacional amb la selecció absoluta de Nigèria i jugador del Reial Club Deportiu Mallorca i del Betis.
- John Ibeh, futbolista professional, jugador a la lliga de Romania.[22]
- Bernie Ibini-Isei, futbolista internacional amb les seleccions sub-20 i sub-23 d'Austràlia. Juga a la lliga d'aquest país.[23]
- Manasseh Ishiaku, futbolista professional internacional amb la selecció absoluta de Nigèria que ha jugat a les lligues francesa, belga i alemanya.[24]
- John Jumbo, futbolista professional, internacional amb la selecció Sub-20 de Nigèria.[25]
- Patiente Jonathan, primera dama de Nigèria, esposa del president Goodluck Jonathan.[26]
- Davis Mac-Iyala, activista pels drets LGBT de Nigèria.
- Peter Nieketien, exfutbolista professional, internacional amb les seleccions sub-17 i sub-20 de Nigèria.[27]
- Chimaroke Nnamani, exgovernador de l'estat d'Enugu.
- Ike Nwachukwu, exMinistre d'afers exteriors de Nigèria i exgovernador de l'estat d'Imo, guanyador de molts premis nacionals i internacionals, entre ells el de la Gran Creu de l'Ordre del Mèrit Civil d'Espanya, donat pel rei Joan Carles I d'Espanya.[28]
- Chidi Nwanu, exfutbolista professional. Fou internacional amb Nigèria a la Copa del Món de Futbol de 1994 i als Jocs Olímpics d'Estiu de 1988 de Seül.[29]
- Benji Nzeakor exfutbolista professional internacional amb la selecció absoluta de Nigèria.
- Obinna Charles Okwelume, professor universitari, escriptor i guionista.
- Daniel Onyekachi, futbolista professional.[30]
- Richard Daddy Owubokiri. Ex-futbolista professional, internacional amb la selecció absoluta de Nigèria.[31]
- Zina Saro-Wiwa, video-artista i directora de cinema.[32]
- Enetimi Alfred Odom, Timaya, cantant i compositor de cançons. Guanyador de diversos premis com el Premi Nacional de Música 2008 a l'album de l'any de Nigèria i premis mundials de Hip Hop el 2008, 2009 i 2010.[33]
- Nwankwo Tochukwu, futbolista professional que juga a la lliga d'Eslovènia.[34]
- Colin Udoh, periodista i presentador de televisió especialista en esports.
- Adewale Wahab, futbolita professional, internacional amb la selecció absoluta de Nigèria.[35]
- Taribo West, exfutbolista professional, internacional amb la selecció absoluta de Nigèria.[36]
- Albert Yobo, exfutbolista professional, internacional amb la selecció sub-17 i absoluta de Nigèria.
- Joseph Yobo, futbolista professional, internacional amb la selecció absoluta de Nigèria.[37]